# 吕费克站
吕费克站是法国的一个铁路车站，位于法国西部小城吕费克境内。

## 位置
吕费克站位于吕费克市区的西北部，巴黎－波尔多铁路402.115公里处，距离普瓦捷大约65.5公里。车站大致呈东北-西南走向，开口朝东南。

## 历史
吕费克站曾为一个区域性的铁路枢纽，后地方性铁路相继关闭。
2017年7月以前，吕费克站每天经停一班往返于巴黎和图卢兹的TGV列车。法国高速铁路南欧大西洋线开通后，该列车改经由高速铁路，不再停靠吕费克站，吕费克也因此成为2017年法国唯一一座取消高铁停靠的火车站。当地政府和群众由此引发抗议并要求保留高速列车在吕费克站的停靠，但截至2018年底尚无恢复开行计划。

## 站台设置
| 西北↑ |             |                 |  |
|       |             | 存车线/货场     |  |
|       | 岛式        |                 |  |
| 3道   |             |                 |  |
|       | 岛式        |                 |  |
| 2道   |             | 普瓦捷方向→     |  |
| 1道   |             | ←昂古莱姆站方向 |  |
|       | 侧式 主站房 |                 |  |
| 东南↓ |             |                 |  |

## 停靠线路
以下列车线路在吕费克站停靠：
| 吕费克站列车线路表 |      |            |        |              |
| 线路               | 车种 | 上一站     | 下一站 | 大致运行频率 |
| 普瓦捷—昂古莱姆    | TER  | 圣萨维奥勒 | 吕克塞 | 每天7趟左右  |
| 普瓦捷—波尔多      | TER  | 圣萨维奥勒 | 吕克塞 | 每天1-2趟    |
| 1. 2.              |      |            |        |              |

## 配套交通

### 长途客车
| 停靠吕费克站附近的大巴车 |              |                                                                  |
| 上下车地点               | 运营单位     | 主要线路及目的地                                                 |
|                          | CarTrans     | 4艾格尔 · 蒙提尼亚克沙朗特 · 昂古莱姆 23维勒加 · 芒勒 · 昂古莱姆 |
| 吕费克站门口             | SNCF Car TER | 当铁路线施工或罢工时，SNCF可能会提供途径该线路沿途站点的大巴车   |
| 1. 2. 3. 4.              |              |                                                                  |

### 城市公共交通
吕费克站附近暂无城市公共交通线路

### 社会车辆
吕费克站门口设有社会车辆停车场。

## 临近车站
| 吕费克站（Gare de Ruffec）     |                  |                   |
| 上行车站                       | 线路             | 下行车站          |
| 圣萨维奥勒站 14.1km ←          | 巴黎－波尔多铁路 | 吕克塞站 → 18.2km |
| - 本表仅显示运营中的线路及车站 |                  |                   |